# Upplands runinskrifter 675
Upplands runinskrifter 675 är ett försvunnet vikingatida runstensfragment som funnits i Skadevi, Häggeby socken och Håbo kommun. Fragmentets storlek var ungefär 0,95 gånger 0,95 meter.

## Inskriften
Translitterering av runraden:
[...tbiurn × lit × -...ta × stin × a--... ...ast × sun × sin ×]
Normalisering till runsvenska:
...biorn let [re]tta/[ris]ta stæin æ[ftiʀ] ...[f]ast, sun sinn.
Översättning till nusvenska:
... -björn lät resa stenen [efter] ... -fast, sin son.